# Jurij Jurjevitj Browne
Jurij Jurjevitj Browne (på engelska George Browne), född 15 juni 1698 och död 18 februari 1792 var en tysk riksgreve och rysk fältmarskalk.
Browne tillhörde en skotsk-irländsk adelssläkt, och trädde 1730 i ryskt tjänst. Han utnämndes till överste samma år. Under Turkiska kriget 1736-1739 råkade Browne 1739 i fångenskap och såldes som slav, men lyckades tack vare ingripande från franska sändebudet Villeneuve återvinna friheten. Som generalmajor deltog han med utmärkelse i svenska kriget 1741-43 och senare i sjuårskriget. Peter III gjorde honom 1762 till fältmarskalk och överbefälhavare i det tillämnade kriget mot Danmark. Då han avrådde från företaget, föll han i onåd och landsförvisades. Den nyckfulle kejsaren förlät honom dock snart och utnämnde honom samma år till generalguvernör i Livland, vilken post han från 1775 förenade med guvernörskapet - från 1783 ståthållarskapet - över Estland. Browne blev tysk riksgreve 1779.